# エリマキライチョウ
エリマキライチョウ（襟巻雷鳥、Bonasa umbellus）は、キジ目ライチョウ科エリマキライチョウ属に分類される鳥類。

## 分布
- B. u. affinis

アメリカ合衆国（オレゴン州中部）、カナダ（ブリティッシュコロンビア州中南部）
- B. u. brunnescens

カナダ（バンクーバー島）
- B. u. castanea

アメリカ合衆国（オレゴン州西部、ワシントン州西部）
- B. u. sabini

アメリカ合衆国（アイダホ州南東部、サウスダコタ州西部、ノースダコタ州北東部、ワイオミング州）
- B. u. monticola

アメリカ合衆国（オハイオ州北東部、サウスカロライナ州北西部、ノースカロライナ州西部、バージニア州西部、ペンシルベニア州西部、メリーランド州西部、ミシガン州南東部）
- B. u. phaia

アメリカ合衆国（アイダホ州北部、ワシントン州東部）、カナダ（ブリティッシュコロンビア州南東部）
- B. u. sabini

アメリカ合衆国（オレゴン州、カリフォルニア州北西部、ワシントン州西部）、カナダ（ブリティッシュコロンビア州南西部）
- B. u. togata

アメリカ合衆国（ウィスコンシン州北部、マサチューセッツ州、ミシガン州中部、ミネソタ州北東部）、カナダ（オンタリオ州南部、ケベック州南部）
- B. u. umbelloides

アメリカ合衆国、カナダ（アラスカ州南東部からケベック州中部にかけて）
- B. u. umbellus

アメリカ合衆国（ウィスコンシン州南部、ケンタッキー州西部、ニュージャージー州、ニューヨーク州中部、マサチューセッツ州中部、ミシガン州南西部、ミネソタ州東部、メリーランド州東部）
- B. u. yukonensis

アメリカ合衆国（アラスカ州）、カナダ（アルバータ州北部、サスカチュワン州北西部、ユーコン準州中部）

## 形態
全長39.2-46.6cm。翼長オス17.1-19.3cm、メス16.5-19cm。体重0.6-0.7kg。
後肢は羽毛で被われない。
冬季になると趾に櫛状の突起があらわれる。オスは眼上部にオレンジ色の肉質がある。

## 生態
夏季は開けた森林、冬季は針葉樹林に生息する。
食性は雑食で、植物の芽、葉、果実、種子、昆虫などを食べる。
繁殖形態は卵生。婚姻形態は一夫一妻性。オスは頸部側面の羽毛や尾羽を逆立て、鳴き声を上げたり翼を震わせて音を出して（ドラミング、ほろ打ち）求愛する。4-5月に地面の窪みや木の根元に枯れ葉を敷いた巣を作り、6-15個（平均12個）の卵を産む。抱卵期間は24日。

## 人間との関係
娯楽としての狩猟の対象とされることもある。